# Neto (football, 1985)
Pour les articles homonymes, voir Neto.
Hélio Hermito Zampier Neto dit Neto, né le 16 août 1985 à Rio de Janeiro, est un footballeur brésilien qui évolue au poste de défenseur central jusqu'en 2019 avant de devenir entraineur adjoint à Chapecoense.
Le 28 novembre 2016, il fait partie des six passagers rescapés dans le crash du vol 2933 LaMia Airlines.

## Biographie

### Enfance & Formation
Né à Rio de Janeiro, Neto joue dans sa jeunesse pour des clubs comme Paraná Clube, Vasco da Gama et Francisco Beltrão, il fait ses débuts en  2006 avec le Campeonato Paranaense. Après avoir été capitaine, il quitte le club pour le  Cianorte en 2008.

### Carrière de footballeur

#### Guarani
Le 1er octobre 2009 Neto signe à Guarani. Après avoir été prêté au Metropolitano fin 2010, le 7 juin 2012, il resillie son contrat à cause de nombreuses blessures.

#### Santos
Le 8 novembre 2012 Neto est transféré au Santos, signant un contrat de deux ans. A cause de blessures, il joue rarement en équipe première. Il joue beaucoup plus en 2014, après que Edu Dracena  a subi des blessures au genou. Neto est de nouveau rétrogradé de l'équipe première après le retour de Dracena et l'ascension de David Braz. Il choisit de ne pas renouveler son contrat et quitte donc le club à la fin de son contrat, après une saison marquée par les blessures.

#### Chapecoense
Le 12 février 2015, Neto signe un contrat d'un an avec le Chapecoense. Après avoir été blessé, il devient titulaire régulier lors de la première partie de saison, apparaissant dans 23 matchs de championnat et marquant trois buts, l'un d'eux fut lors d'une victoire à domicile 3-1 contre son ancien club Santos FC.

#### Accident
Neto est l'un des survivants du Vol 2933  LaMia Airlines, un avion s'étant crashé en Colombie le 28 novembre 2016, causant la mort de 71 autres passagers dont la plupart de ses coéquipiers. Malgré plusieurs blessures lors du crash, il a subi des opérations et les médecins ont dit qu'il pourrait continuer sa carrière . Il n'a cependant plus rejoué en compétition officielle, malgré une apparition sur le banc des remplaçants à l'occasion du Trophée Joan Gamper face au FC Barcelone le 7 août 2017.

## Palmarès
- Vainqueur du championnat de Santa Catarina en 2016 avec Chapecoense